# Hypenetes morosus
Hypenetes morosus là một loài ruồi trong họ Asilidae. Hypenetes morosus được Oldroyd miêu tả năm 1974. Loài này phân bố ở vùng nhiệt đới châu Phi.